# 롤랑의 노래

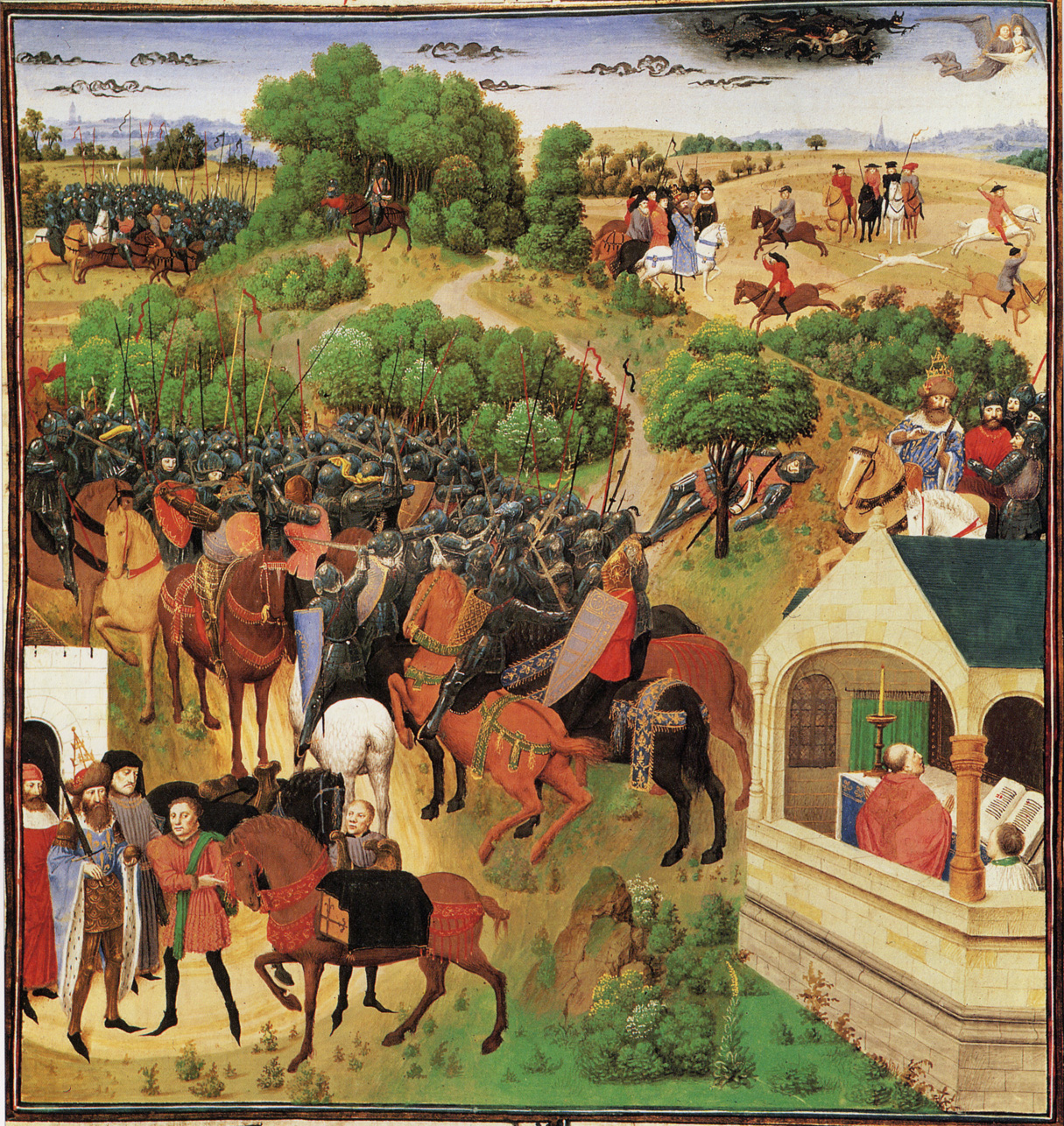
<롤랑의 노래> 여덟 장면을 묘사한 그림.

《롤랑의 노래》(프랑스어: La Chanson de Roland 라 샹송 드 롤랑[*])는 중세 프랑스의 무훈시로, 작가는 불명이다. 총 4000행의 10음절 반해음 시절(半諧音 詩節)로 이루어져 있으며, 청중에게 구어로 전달되었다. 판본은 총 아홉이 있으나 그 중 1834년에 발견된 옥스포드의 앵글로노르만어본이 원본으로 인정된다.
서사시의 큰 줄거리는 샤를마뉴가 에스파냐 원정의 귀로 중 피레네 산중에서 바스크족(族)의 습격으로 후군이 전멸한 바 있는 778년의 사건에 따랐다. 그러나 그 가운데 그려진 풍속, 습관, 사상, 감정 등은 모두 12세기 초기의 것으로 <노래>의 주제는 십자군 그리스도교도의 패전, 신의 전사(戰士)들의 최후의 승리이다. 슬프고도 장엄한 아름다움은 기사들의 애국과 신앙의 정열, 또한 롤랑이 절명할 때에 천사가 내려왔다고 하는 초자연적인 고요함에 의해 채색되어 있다. 단일하여 막힘이 없는 이야기의 구성과 사건 및 인물과 배경의 균형잡힌 배치는 수사학으로 가꾸어진 고도의 문학기법을 나타내고 있으며 인간 심리의 예민한 관찰과 간명한 표현 등은 이 시의 프랑스적 성격을 십분 발휘하고 있다.

## 저자
튀롤(Turold)이라는 인물이 쓴 것을 추측되고 있으나 확실치 않다. 마지막 행이 다음과 같은데
Ci falt la geste que Turoldus declinet
이것이 튀롤(투롤두스)가 ?? 한 무훈이다.
이 declinet이라는 단어의 해석이 불분명한 바, 이게 해당 옥스포드 판본의 저자를 얘기하는 건지, 원래 이야기의 저자를 얘기하는 건지, 필사자를 얘기하는 건지 알 수 없어서 애매한 문제이다.

## 줄거리
프랑크 왕국의 샤를마뉴의 조카인 롤랑은 12명의 성기사 중에서도 단연 으뜸이었다. 샤를마뉴는 그를 특히 사랑하여 명검 듀렌달을 하사하였는데 이 칼은 요정들이 만들었기 때문에 산 하나를 반으로 가를 수 있을 만큼의 위력을 가졌다고 전해진다.
에스파냐의 이교도인 사라센 인들과의 전쟁이 시작되었고 약 7년뒤인 778년 8월 15일 샤를마뉴의 군대는 승승장구하여 마지막 사르고스의 마르실왕과의 싸움만이 남아있었다. 위기에 처한 마르실 왕은 거짓 화평을 제안하였고 샤를마뉴는 중신들에게 조언을 구한다. 롤랑은 마르실왕이 전에도 간계를 꾸며 속인적이 있었음을 상기시겼으나 그의 계부 가늘롱과 여러중신들은 평화에 혹해 화평을 받아들이자고 왕을 설득한다. 이에 왕은 허락하고 롤랑은 정히 그렇다면 계부인 가늘롱을 사절로 보내자고 말한다. 왕은 가늘롱을 사절에 임명하고 사라센인들과 협상을 하고 오라고 명한다. 가늘롱은 이를 받아들였으나 속으로는 롤랑이 자신을 미워하여 자신을 죽이고자 자신을 천거했다고 생각한다. 그는 마르실왕과 만나 간계를 꾸민다.
가늘롱이 협상이 성공했다고 전하자 샤를마뉴는 군대를 물린다. 이때 가늘롱이 롤랑을 후위부대의 사령관으로 천거하고 사를마뉴도 이를 받아들인다. 그러나 마르실왕은 조약을 깨고 샤를마뉴의 군대가 철수한 틈을 타 롤랑의 후위부대를 공격한다.롤랑의 후위부대는 피레네 산맥의 롱스포에까지 추격당했다. 롤랑의 전우이자 지략가인 올리비에는 롤랑에게 구원을 청하라고 세번 청한다. 롤랑의 큰 뿔나팔 올리판트는 멀리 있는 샤를마뉴의 군대에까지 울릴 수 있었다. 그러나 롤랑은 오만했다. 자신은 명검 듀렌달을 가지고 있었고 최고의 기사라고 생각한 롤랑은 구원을 청하지 않았다. 그는 계속해서 공격을 받았고 롤랑은 자기 주위에 약 60명 가량만이 남았을때야 비로소 뿔피리를 불어 구원을 요청한다. 그러나 뿔피리 소리를 들은 샤를마뉴가 군대를 돌려 싸움터에 도착하였을 때는 이미 모두가 전멸한 뒤였다.
샤를마뉴는 그 뒤 그에 대한 보복으로 사르고스를 점령하였고, 이교도를 전멸시켰다. 그는 롤랑과 그의 전우 올리비에 및 대주교 튀르벵의 유해를 수습하여 프랑스로 가져갔다. 이후 그는 프랑스에 돌아와 가늘롱을 처벌하였다. 다음날 샤를마뉴의 꿈속에 가브리엘 대천사가 나타나 새로운 십자군을 조직할 것을 명령한다.

## 우리말 번역
- 김준한 옮김, 휴머니스트, 2022년 4월 11일

## 같이 보기
- 프랑스 이야기

## 참고 자료
- 이 문서에는 다음커뮤니케이션(현 카카오)에서 GFDL 또는 CC-SA 라이선스로 배포한 글로벌 세계대백과사전의 내용을 기초로 작성된 글이 포함되어 있습니다.